# 1-Pentanol
1-Pentanol ist eine organische chemische Verbindung und gehört zu den Alkoholen. Es ist eines der acht Strukturisomeren der Pentanole (Amylalkohole).

## Vorkommen
Natürlich kommt 1-Pentanol in verschiedenen Pflanzen, wie Capsicum frutescens, Himbeeren (Rubus idaeus), Tomaten (Lycopersicon esculentum), Muskatellersalbei (Salvia sclarea), Schwarznuss (Juglans nigra), Tee (Camellia sinensis), Heidelbeeren (Vaccinium myrtillus), Amerikanischen Heidelbeeren (Vaccinium corymbosum), Gemüsekohl (Brassica oleracea), Grüner Minze ( Mentha spicata), Süßholz (Glycyrrhiza glabra), Wassermelonen (Citrullus lanatus), Grapefruit (Citrus paradisi), Mais (Zea mays),
und Rosmarin (Rosmarinus officinalis) vor.

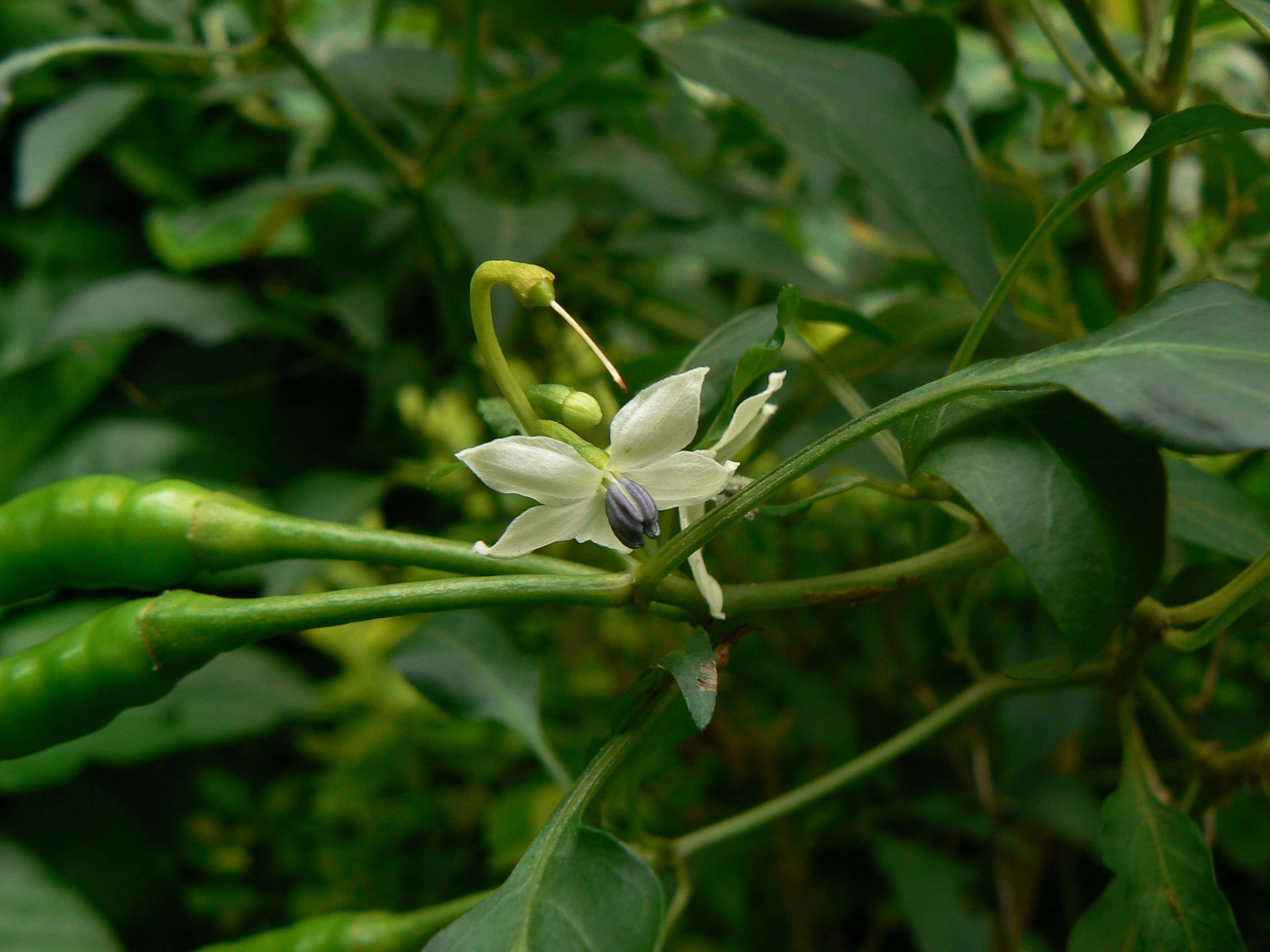
Capsicum frutescens
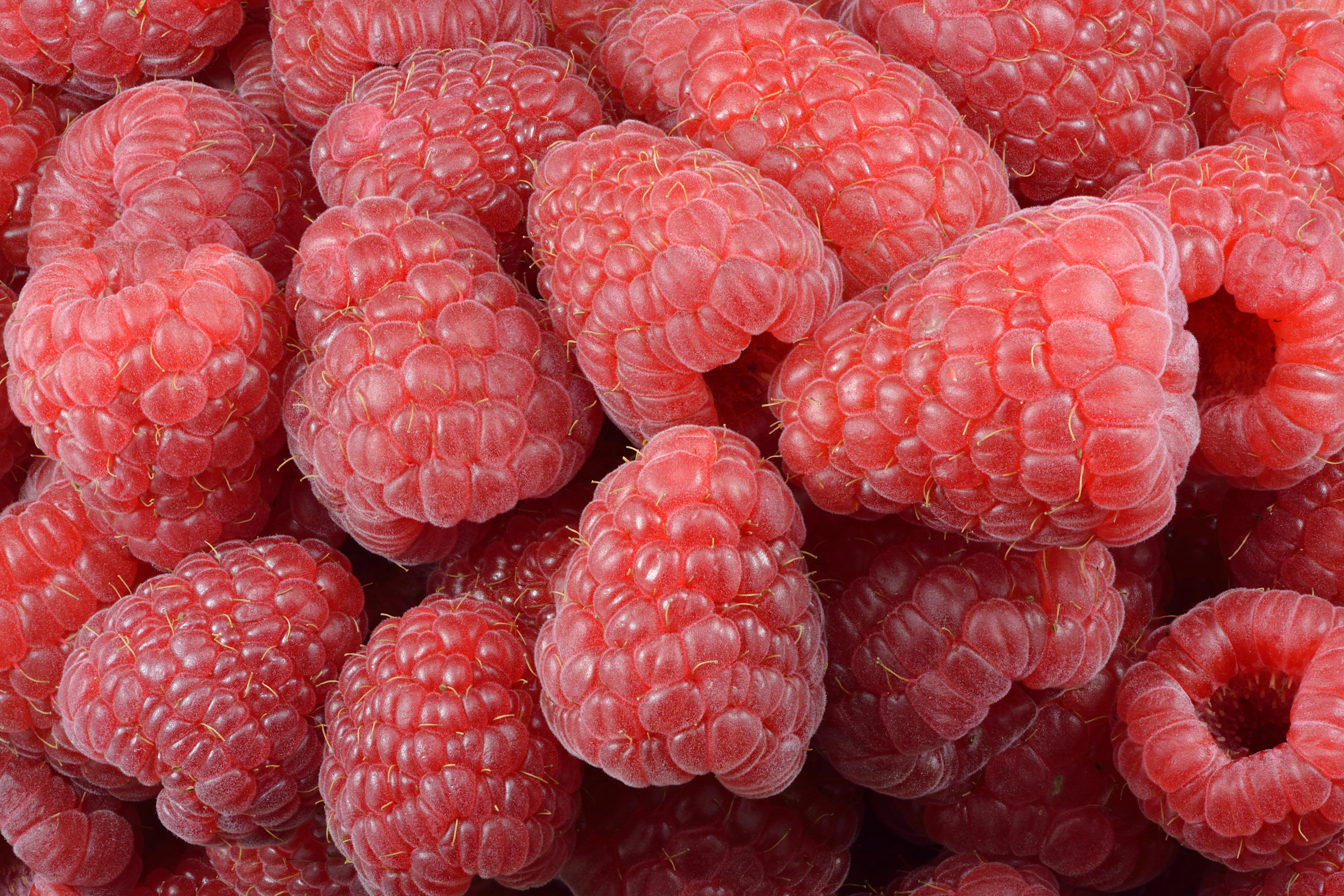
Himbeeren
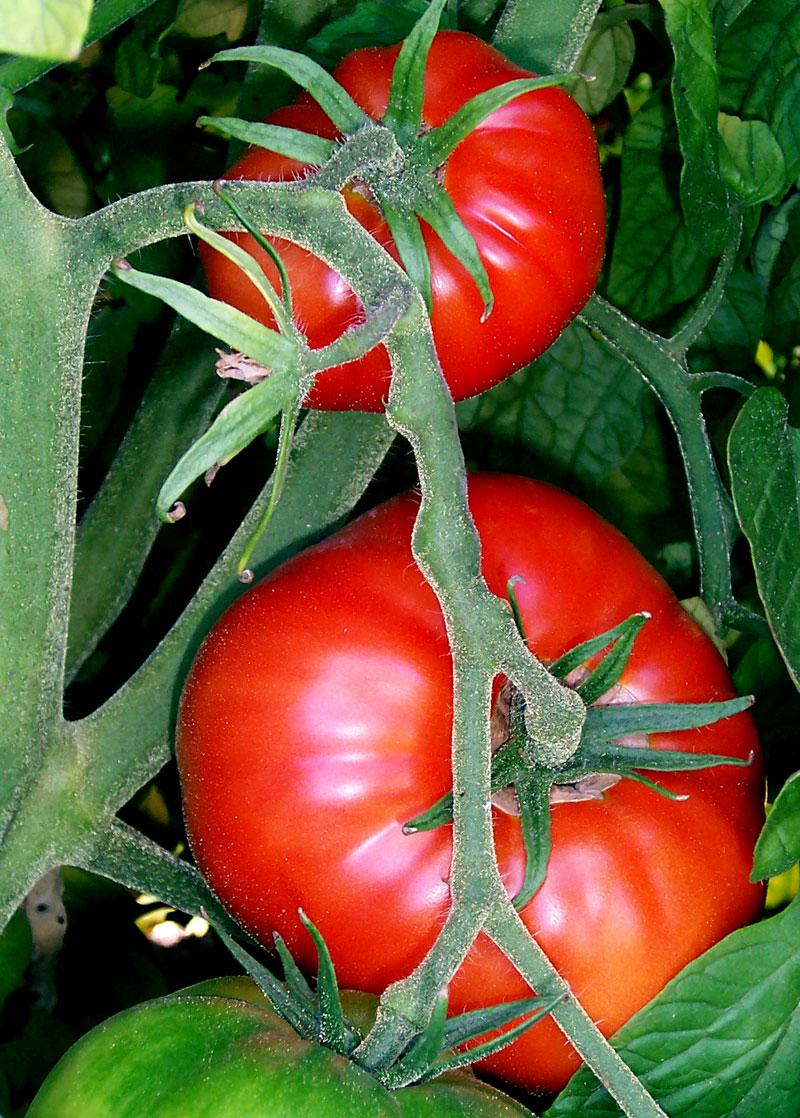
Tomate
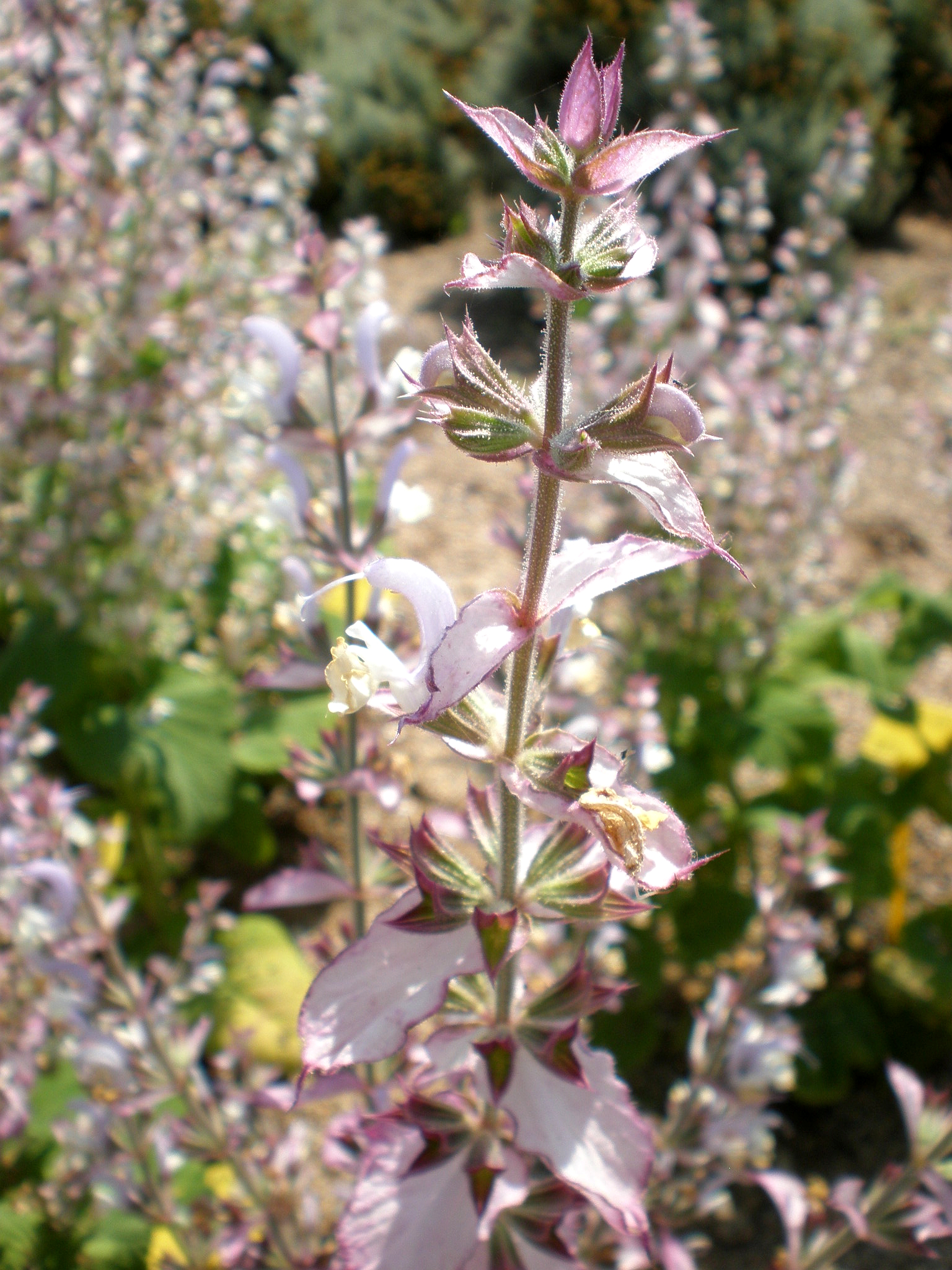
Muskatellersalbei
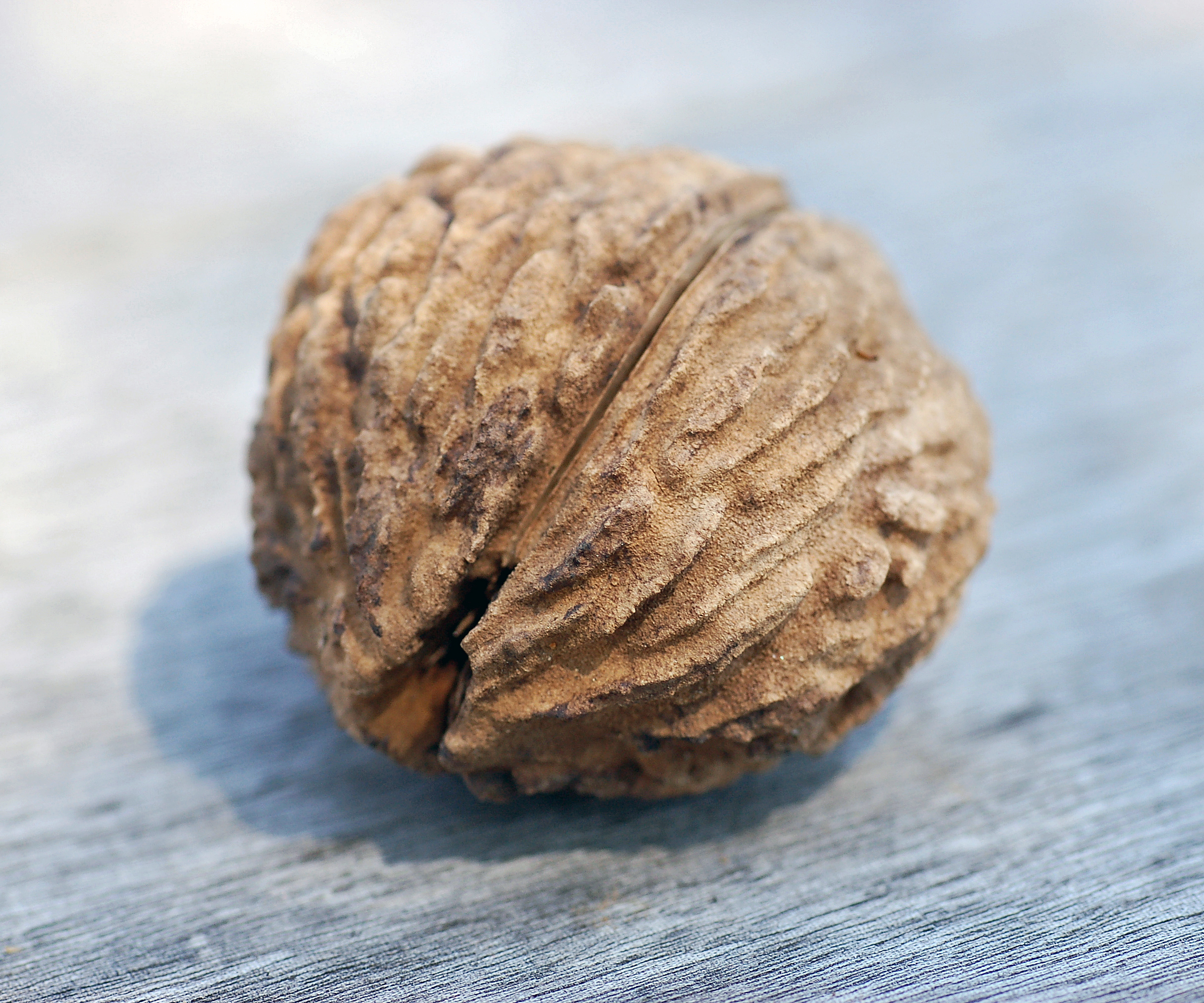
Schwarznuss

## Gewinnung und Darstellung
Früher wurden die Amylalkohole durch Destillation von Fuselölen gewonnen. Etwa 1925 entwickelte die Firma Sharples die Chlorierung und anschließende Hydrolyse von Pentan.
Heute wird 1-Pentanol vor allem durch Oxosynthese (Hydroformylierung und anschließende Hydrierung) aus 1-Buten gewonnen.

## Eigenschaften
1-Pentanol ist eine farblose Flüssigkeit mit charakteristischem Geruch, die sich nur wenig in Wasser löst. 1-Pentanol löst Lithiumchlorid, was für den qualitativen Nachweis von Lithium von Bedeutung ist.

### Thermodynamische Eigenschaften
Die Dampfdruckfunktion ergibt sich nach Antoine entsprechend log10(P) = A−(B/(T+C)) (P in bar, T in K) mit A = 4,68277, B = 1492,549 und C = −91.621 im Temperaturbereich von 307 bis 411 K.
| Eigenschaft               | Typ                | Wert [Einheit]                                           | Bemerkungen                |
| ------------------------- | ------------------ | -------------------------------------------------------- | -------------------------- |
| Standardbildungsenthalpie | ΔfH0liquid ΔfH0gas | −351,62 kJ·mol−1 −298 kJ·mol−1                           |                            |
| Standardentropie          | S0l S0g            | 258,9 J·mol−1·K−1 401,3 J·mol−1·K−1                      | als Flüssigkeit als Gas    |
| Verbrennungsenthalpie     | ΔcH0liquid         | −3330,91 kJ·mol−1                                        |                            |
| Wärmekapazität            | cp                 | 123,1 J·mol−1·K−1 (25 °C) 167,91 J·mol−1·K−1 (130,35 °C) | als Flüssigkeit als Gas    |
| Schmelzenthalpie          | ΔfH0               | 10,502 kJ·mol−1                                          | beim Schmelzpunkt          |
| Schmelzentropie           | ΔfS0               | 53,70 kJ·mol−1                                           | beim Schmelzpunkt          |
| Verdampfungsenthalpie     | ΔVH0               | 44,36 kJ·mol−1                                           | beim Normaldrucksiedepunkt |

Die Temperaturabhängigkeit der Verdampfungsenthalpie lässt sich entsprechend der Gleichung ΔVH0=A·e(−αTr)(1−Tr)β (ΔVH0 in kJ/mol, Tr =(T/Tc) reduzierte Temperatur) mit A = 67,55 kJ/mol, α = −0,8195, β = 0,8272 und Tc = 588,2 K im Temperaturbereich zwischen 298 und 421 K beschreiben.

### Sicherheitstechnische Kenngrößen
1-Pentanol gilt als entzündliche Flüssigkeit. Oberhalb der Flammpunktes können sich entzündliche Dampf-Luft-Gemische bilden. Die Verbindung hat einen Flammpunkt bei 42,5 °C. Der Explosionsbereich liegt zwischen 1,3 Vol.‑% (47 g/m3) als untere Explosionsgrenze (UEG) und 10,5 Vol.‑% (385 g/m3) als obere Explosionsgrenze (OEG). Der maximale Explosionsdruck liegt bei 8,4 bar. Die Grenzspaltweite wurde mit 0,89 mm bestimmt. Es resultiert damit eine Zuordnung in die Explosionsgruppe IIA. Die Zündtemperatur beträgt 320 °C. Der Stoff fällt somit in die Temperaturklasse T2. Die Zündtemperatur sinkt mit steigendem Druck. Sie beträgt bei 3,1 bar 260 °C, bei 4,6 bar 250 °C und bei 10,05 bar 241 °C.

## Verwendung
1-Pentanol wird als Lösungsmittel und zur Herstellung von Pharmazeutika, Kosmetika, Farb- und Geschmacksstoffen verwendet.
Wegen seiner antibiotischen und antiseptischen Wirkung ist es weiterhin in Desinfektionsmitteln enthalten.

## Toxizität
Alle Pentanole besitzen eine wesentlich höhere Toxizität als die meisten niederen Alkohole wie etwa Ethanol. Orale Dosen von 1-Pentanol ab etwa 50 ml werden für den Menschen als potentiell letal angesehen. Neben einer oralen Aufnahme ist auch eine Schädigung über die Atemwege sowie eine Reizung von Augen und Haut möglich. Im Tierversuch erzeugte 1-Pentanol bei Ratten und Mäusen Nierenfunktionsstörungen, Atembeschwerden bis zu Lungenödemen und depressives Verhalten bis zur Schläfrigkeit.
1-Pentanol wurde 2015 von der EU gemäß der Verordnung (EG) Nr. 1907/2006 (REACH) im Rahmen der Stoffbewertung in den fortlaufenden Aktionsplan der Gemeinschaft (CoRAP) aufgenommen. Hierbei werden die Auswirkungen des Stoffs auf die menschliche Gesundheit bzw. die Umwelt neu bewertet und ggf. Folgemaßnahmen eingeleitet. Ursächlich für die Aufnahme von 1-Pentanol waren die Besorgnisse bezüglich Verbraucherverwendung, Exposition von Arbeitnehmern, hohes Risikoverhältnis (Risk Characterisation Ratio, RCR) und weit verbreiteter Verwendung sowie der möglichen Gefahr durch sensibilisierende Eigenschaften. Die Neubewertung fand ab 2016 statt und wurde von Litauen durchgeführt. Anschließend wurde ein Abschlussbericht veröffentlicht.